# VM i bandy 2003
Verdensmesterskabet i bandy 2003 var det 23. VM i bandy gennem tiden, og mesterskabet blev arrangeret af Federation of International Bandy. Mesterskabet havde deltagelse af ni hold og blev afviklet i Arkhangelsk i Rusland i perioden 24. – 30. marts 2003. Turneringen var inddelt i to grupper – i gruppe A spillede de fem formodet bedste hold, mens de resterende fire hold spillede i gruppe B.
Mesterskabet blev vundet af Sverige efter finalesejr over værtslandet og de forsvarende verdensmestre fra Rusland på 5-4 . Det var Sveriges syvende VM-titel gennem tiden men den første siden 1997. Bronzemedaljerne gik til Kasakhstan, som besejrede Finland med 4-1 i bronzekampen, og som dermed vandt VM-medaljer for første gang.

## Resultater

### Gruppe A
De fem hold i gruppe A spillede først en indledende runde alle-mod-alle. Sejre gav 2 point, uafgjorte 1 point, mens nederlag gav 0 point. De fire bedste hold kvalificerede sig til semifinalerne, hvor nr. 1 mødte nr. 4 og nr. 2 spillede mod nr. 3. Nr. 5 spillede placeringskamp om 5.-pladsen mod vinderen af gruppe B.
| Plac. | Hold       | Kampe | + Mål − | Point |
| ----- | ---------- | ----- | ------- | ----- |
| 1.    | Sverige    | 4     | 27-90   | 8     |
| 2.    | Rusland    | 4     | 27-11   | 6     |
| 3.    | Finland    | 4     | 14-17   | 4     |
| 4.    | Kasakhstan | 4     | 12-27   | 2     |
| 5.    | Norge      | 4     | 09-25   | 0     |

### Gruppe B
I gruppe B spillede de fire formodet svageste hold. Vinderen kvalificerede sig til kampen om 5.-pladsen mod nr. 5 fra gruppe A, mens nr. 2 og 3 spillede placeringskamp om 7.-pladsen
| Plac. | Hold         | Kampe | + Mål − | Point |
| ----- | ------------ | ----- | ------- | ----- |
| 1.    | Hviderusland | 3     | 36-90   | 6     |
| 2.    | USA          | 3     | 37-60   | 4     |
| 3.    | Estland      | 3     | 11-39   | 2     |
| 4.    | Holland      | 3     | 04-34   | 0     |

### Placeringskampe
| Dato               | Kamp                 | Resultat |
| ------------------ | -------------------- | -------- |
| Kamp om 7.-pladsen |                      |          |
| 29.3.              | USA - Estland        | 19-30    |
| Kamp om 5.-pladsen |                      |          |
| 30.3.              | Hviderusland – Norge | 3-7      |

### Finalekampe
| Dato        | Kamp                 | Resultat |
| ----------- | -------------------- | -------- |
| Semifinaler |                      |          |
| 29.3.       | Rusland - Finland    | 7-3      |
| 29.3.       | Sverige - Kasakhstan | 6-1      |
| Bronzekamp  |                      |          |
| 30.3.       | Finland - Kasakhstan | 1-4      |
| Finale      |                      |          |
| 30.3.       | Rusland - Sverige    | 4-5      |

### Samlet rangering
| VM 2003 | VM 2003      |
| ------- | ------------ |
| Guld    | Sverige      |
| Sølv    | Rusland      |
| Bronze  | Kasakhstan   |
| 4.      | Finland      |
| 5.      | Norge        |
| 6.      | Hviderusland |
| 7.      | USA          |
| 8.      | Estland      |
| 9.      | Holland      |